# Ayenia
Az Ayenia a mályvafélék (Malvaceae) családjába tartozó nemzetség.
Legismertebb képviselőjük a Kalifornia forró, sziklás sivatagaiban 1500 m magasságig felhatoló, bozótalkotó Ayenia compacta. Ennek legkeletibb példányait a Colorado-sivatag nyugati peremén találjuk – ezen a vidéken, valamint Mexikóban és Floridában őshonosak. (Egy magyar növénykatalógus szerint a Nephropetalum önálló nemzetség, de valamennyi külföldi forrás szerint ez az Ayenia nemzetség szinonimája.)

## Fajok
A lista nem teljes.
- Ayenia acuminata
- Ayenia aliculata
- Ayenia angustifolia
- Ayenia ardua
- Ayenia blanchetiana
- Ayenia boliviana
- Ayenia cajalbanensis
- Ayenia compacta
- Ayenia cordobensis
- Ayenia cuatrecasae
- Ayenia dentata
- Ayenia erecta
- Ayenia euphrasifolia
- Ayenia fasiculata
- Ayenia filiformis
- Ayenia fruticosa
- Ayenia glabra
- Ayenia glabrescens
- Ayenia hirta
- Ayenia insulicola
- Ayenia jaliscana
- Ayenia latifolia
- Ayenia limitaris
- Ayenia lingulata
- Ayenia mansfeldiana
- Ayenia manzanilloana
- Ayenia micrantha
- Ayenia microphylla
- Ayenia mollis
- Ayenia noblickii
- Ayenia odonellii
- Ayenia palmeri
- Ayenia pilosa
- Ayenia purpusii
- Ayenia pusilla
- Ayenia schumanniana
- Ayenia simulatrix
- Ayenia tomentosa
- Ayenia truncata
- Ayenia velutina
- Ayenia violacea